# Rafael Sala Marco
Rafael Sala Marco (Villanueva y Geltrú, 1891 - Pasadena, California, 1927) fue un artista y pintor español.

## Biografía
Rafael Sala nació en 1891 en el seno de una familia acomodada. Su padre, Florenci Sala Bordas, había hecho dinero en Cuba, como tantos otros prohombres de la Villanueva de la época. Hombre de negocios, formó con Francesc Ricart la empresa “Ricart, Sala y Compañía”. De aquí que el xilógrafo Enric Cristòfor Ricart, hijo de Francesc Ricart, fuera uno de los amigos villanovenses con quienes compartió la pasión por el arte. Otros nombres de artistas de esta pandilla que comparten inquietudes a principios de siglo serán: Damià Torrents, Josep Francesc Ràfols i Fontanals y los hermanos Oliva —primos de Sala—, entre otros.
Entre 1911 y 1913 Sala está en la ciudad alemana de Múnich, un centro de confluencia de destacadas figuras de la vanguardia. Allí coincidió con el estallido del movimiento expresionista, y las corrientes en boga, desde el cubismo al expresionismo, pasando por el futurismo.
Sala viajará a Florencia, en 1914, acompañado de Enric C. Ricart. Allá visitan museos y monumentos, asisten a clases de la Academia y se relacionan con un grupo de intelectuales y artistas vinculados al futurismo. Pocos días antes del estallido de la Primera Guerra Mundial, Sala y Ricart vuelven a Villanueva, donde fundan la revista «Themis», en la que participan los amigos mencionados: Damià Torrents, Víctor Oliva, Felip Tejedor i Benach y J.F. Ràfols, entre otros. Sala expondrá en conocidas galerías de Barcelona, como la galería Dalmau o las galerías Laietanes. Más adelante, formará parte de la Agrupación Courbet (nacida en el seno del Círculo Artístico de Santo Rebrote), introductora del fovismo en Cataluña.
Acabada la Primera Guerra Mundial, en 1919, Sala se embarca hacia Nueva York. Allá encontrará la eclosión del Dadaísmo. Coincide con la actualidad norteamericana de élite y profundiza amistad con Joaquín Torres García. Conoce a Marcel Duchamp, que se afana en hacer visible su obra y consigue que Katherine S. Dreier (relevante coleccionista y mecenas norteamericana) adquiera una obra suya para la Societé Anonyme, el fondo de arte que con los años constituirá la base de las colecciones del futuro MoMA, el Museum of Modern Art de Nueva York.
En 1923 contrajo matrimonio con la periodista Monna Alfau. Irán a vivir en México, donde pintará y se dedicará también a la docencia y a la investigación, compartiendo casa con Felip Tejedor i Benach. Entra en contacto con el muralismo mexicano y especialmente con Diego Rivera. Consolidará una buena relación con los fotógrafos Edward Weston y su pareja, Tina Modotti, de la que quedan como testimonio algunas fotografías.
Una grave dolencia daría fin prematuramente a su vida. Murió en 1927 en una clínica a Pasadena (California).

## Exposiciones destacadas
La Biblioteca Museo Víctor Balaguer le dedicó una exposición monográfica en 2006. La muestra estaba formada por una cincuentena de piezas provenientes del mismo museo, así como del Museo de Arte de Sabadell y de varias colecciones privadas de Cataluña y México, acompañadas de documentos y fotografías, algunas de instituciones norteamericanas como la Universidad de Arizona o el MoMA de Nueva York.